# Bloedzuiger (hagedis)
De bloedzuiger (Calotes versicolor) is een hagedis uit de familie agamen (Agamidae).

## Naam en indeling
De wetenschappelijke naam van de soort werd voor het eerst voorgesteld door François Marie Daudin in 1802. Oorspronkelijk werd de naam Agama versicolor gebruikt.

## Uiterlijke kenmerken
De bloedzuiger heeft een bruingroene kleur met een donkere tot zwarte achterzijde en staart. De wat merkwaardige naam is te danken aan de mannetjes, die in de paartijd een felrode kop krijgen, alsof ze net bloed hebben gedronken. De totale lichaamslengte is 38 tot 49 centimeter, de staart is ongeveer twee keer zo lang als het lichaam. De grove schubben zijn licht gekield en staan wat op. De nekkam heeft naaldachtige, omhoog staande stekels en een zaag-achtige rugkam, de staart is gebandeerd.
Mannetjes worden groter dan vrouwtjes, hebben een rode keel en oogleden en meestal twee zwarte vlekken op de hals. De agame is in staat redelijk snel van kleur te veranderen, hoewel niet zo snel als bijvoorbeeld kameleons, de hagedis kan diverse groen- en bruintinten aannemen. Het uiterlijk lijkt een beetje op de kolonistenagame (Agama agama), maar deze laatste soort heeft een oranje kop en een blauw lichaam en leeft in groepen in Afrika.

## Levenswijze
Net zoals de meeste hagedissen eet deze terrestrische agame voornamelijk insecten zoals sprinkhanen, kevers en vlinders. Van het zuigen van bloed is geen sprake. Het is een boombewoner die in struiken en op takken klimt en de prooi meestal bespringt en op de grond opeet. Vijanden van deze hagedis zijn slangen en katachtigen.

## Verspreiding en habitat
Het verspreidingsgebied van de bloedzuiger beslaat een groot deel van zuidelijk Azië. De hagedis leeft in de landen Afghanistan, Bangladesh, Bhutan, Cambodja, China, India, Indonesië, Iran, Laos, Maldiven, Maleisië, Myanmar, Nepal, Pakistan, Singapore, Sri Lanka, Thailand en Vietnam.
De agame is daarnaast geïntroduceerd op Sulawesi, de Verenigde Staten (Florida), Oman, Borneo en in het zuidwestelijke deel van de kust van Kenia.
De habitat bestaat uit tropische en subtropische bossen maar er is enige tolerantie voor streken die door mens zijn aangepast zoals agrarische gebieden en tuinen.

## Ondersoorten
Er worden twee ondersoorten erkend, die verschillen in het uiterlijk en het verspreidingsgebied.
| Naam                       | Auteur                     | Verspreidingsgebied                  |
| -------------------------- | -------------------------- | ------------------------------------ |
| Calotes versicolor farooqi | Auffenberg & Rehmann, 1995 | Pakistan                             |
| Calotes versicolor         | Daudin, 1802               | De rest van het verspreidingsgebied. |